# Abacetus acutangulus
Abacetus acutangulus es una especie de escarabajo terrestre de la subfamilia Pterostichinae.  Fue descrita por Tschitscherine en 1903 y es una especie endémica de Madagascar. 